# Bereźce (gmina)
Bereźce – dawna gmina wiejska istniejąca do 1939 roku w woj. wołyńskim (obecnie na Ukrainie). Siedzibą gminy były Bereźce.
Początkowo gmina należała do powiatu włodzimierskiego. 12 grudnia 1920 r. została przyłączona do nowo utworzonego powiatu lubomelskiego pod Zarządem Terenów Przyfrontowych i Etapowych. 19 lutego 1921 r. wraz z całym powiatem weszła w skład nowo utworzonego województwa wołyńskiego. Według stanu z dnia 4 stycznia 1936 roku gmina składała się z 15 gromad. 
Po wojnie obszar gminy Bereźce wszedł w struktury administracyjne Związku Radzieckiego.
Nie mylić z gminą Bereżce w powiecie krzemienieckim i z gminą Bereźne w powiecie kostopolskim (wszystkie w woj. wołyńskim).